# Desa Brumbun (administrativ by i Indonesien, lat -7,69, long 111,60)
Desa Brumbun är en administrativ by i Indonesien.   Den ligger i provinsen Jawa Timur, i den västra delen av landet, 500 km öster om huvudstaden Jakarta.